# Figularia mernae
Figularia mernae is een mosdiertjessoort uit de familie van de Cribrilinidae. De wetenschappelijke naam van de soort is voor het eerst geldig gepubliceerd in 1972 door Uttley & Bullivant.